# 長衛姫
長衛姫（長衞姬、ちょうえいき）は、斉の桓公の寵姫。
衛侯の娘として生まれ、斉の桓公にとついだ。桓公はみだらな音楽を好んだが、長衛姫は鄭や衛のそうした音楽を聞こうとしなかった。桓公は管仲や甯戚を任用して斉を強大にし、中原の覇者となった。諸侯はみな斉に朝見するようになったが、ひとり衛だけがやってこなかった。このため桓公は衛を攻撃しようと計画した。桓公が寝室に入ると、長衛姫は桓公の前で簪と耳玉を外し、腰につける佩玉を解いて、堂を下りて再拝し、「衛の罪を自分に負わせるように」と願い出た。桓公は「私と衛のあいだには何事もないのに、姫は何を請願しているのか」と白を切った。長衛姫は「人君に三色があり、憤然として手足を振るわせているのは攻伐の色である」と解説した。翌朝にまた管仲が衛を許すよう奏上したので、桓公は衛を攻撃する計画を取りやめた。桓公は長衛姫を夫人とし、管仲に仲父と号させ、「夫人が内を治め、管仲が外を治めれば、私は愚かであっても、世に立つに足りるだろう」と評した。
長衛姫は桓公とのあいだに武孟（無詭、あるいは無虧）を生んだ。